# Perfo/vérif

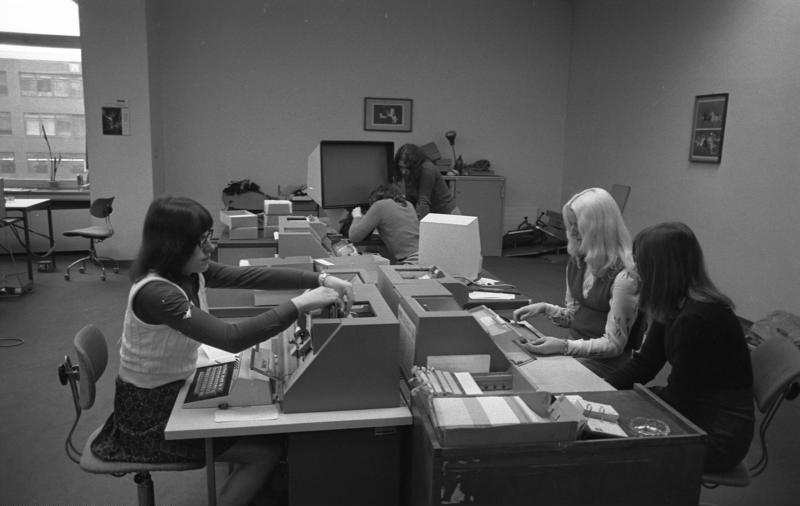
Perforatrices à l'usine Volkswagen de Wolfsburg en 1973

Contraction de perforatrice/vérificatrice ou de perforation/vérification suivant les cas, perfo/vérif était un terme familier utilisé en mécanographie puis en informatique pour désigner la phase de saisie, l'atelier correspondant, et les opérateurs ou opératrices (le plus souvent des femmes) qui y travaillaient à l'époque de la carte perforée.
La perforatrice était une opératrice chargée de perforer les cartes suivant un modèle bien défini pour chaque lot qui lui était confié. Cette saisie pouvait le cas échéant contenir des éléments de contrôle (par exemple saisie des montants de chèque et saisie du total d'un bordereau de remise). La cadence de saisie était mesurée et influait souvent sur le niveau de rémunération des perforatrices.
La vérificatrice reprenait le même travail sur un appareil qui comparait la nouvelle saisie et la saisie antérieure, bloquant en cas de désaccord pour qu'il y ait décision ou non de nouvelle saisie ou de correction.
D'autres termes synonymes ont été utilisés tels que « dactylocodeuse », mais avec un moindre succès. Ils étaient cependant plus réalistes quand la carte perforée a fait place à d'autres types de supports (saisie sur bandes magnétiques, sur cassette, sur disquette, sur écran). Puis le terme d'opératrice de saisie a eu tendance à remplacer les précédents.

## Galerie

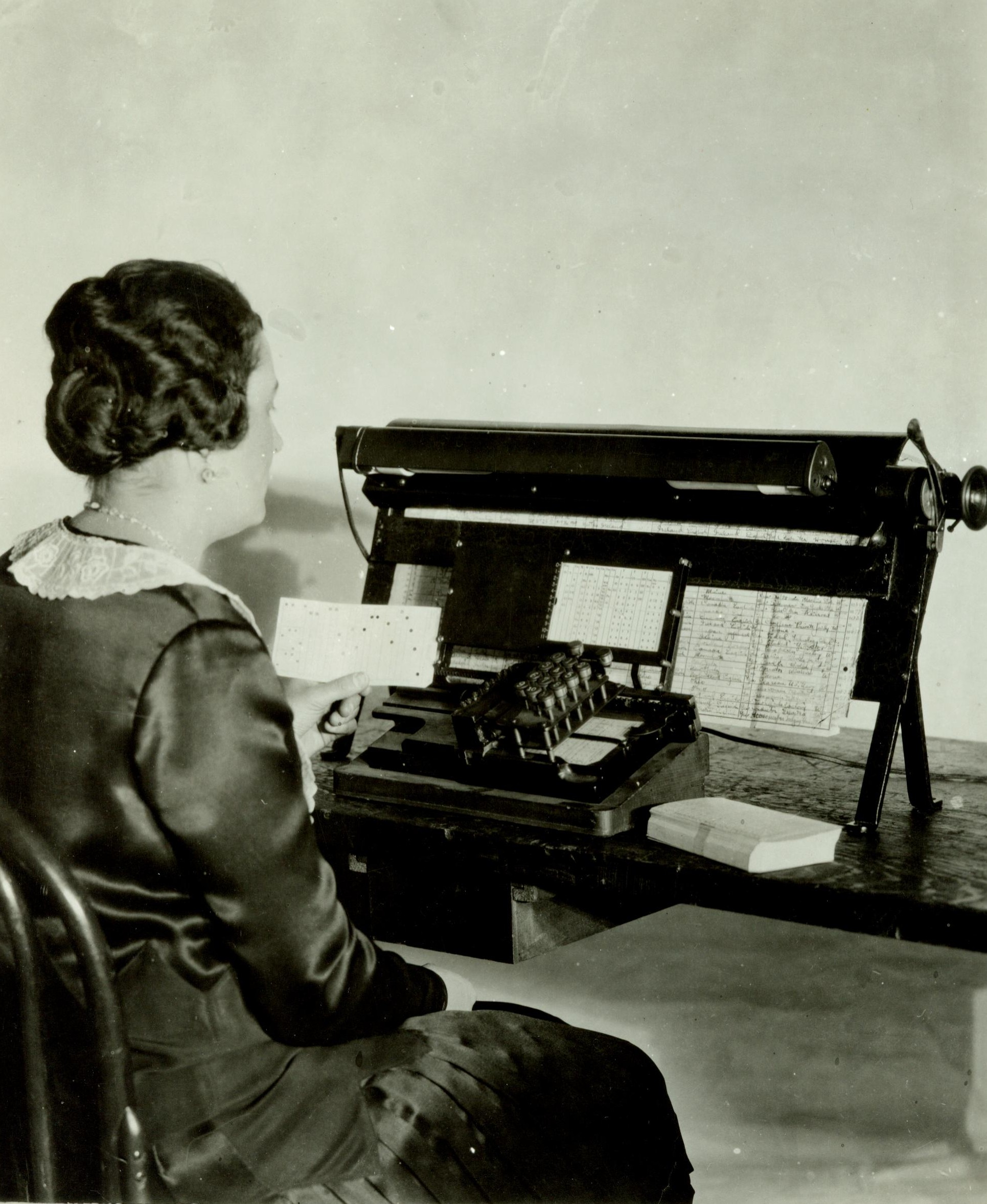
Perforatrice de carte perforée en 1910
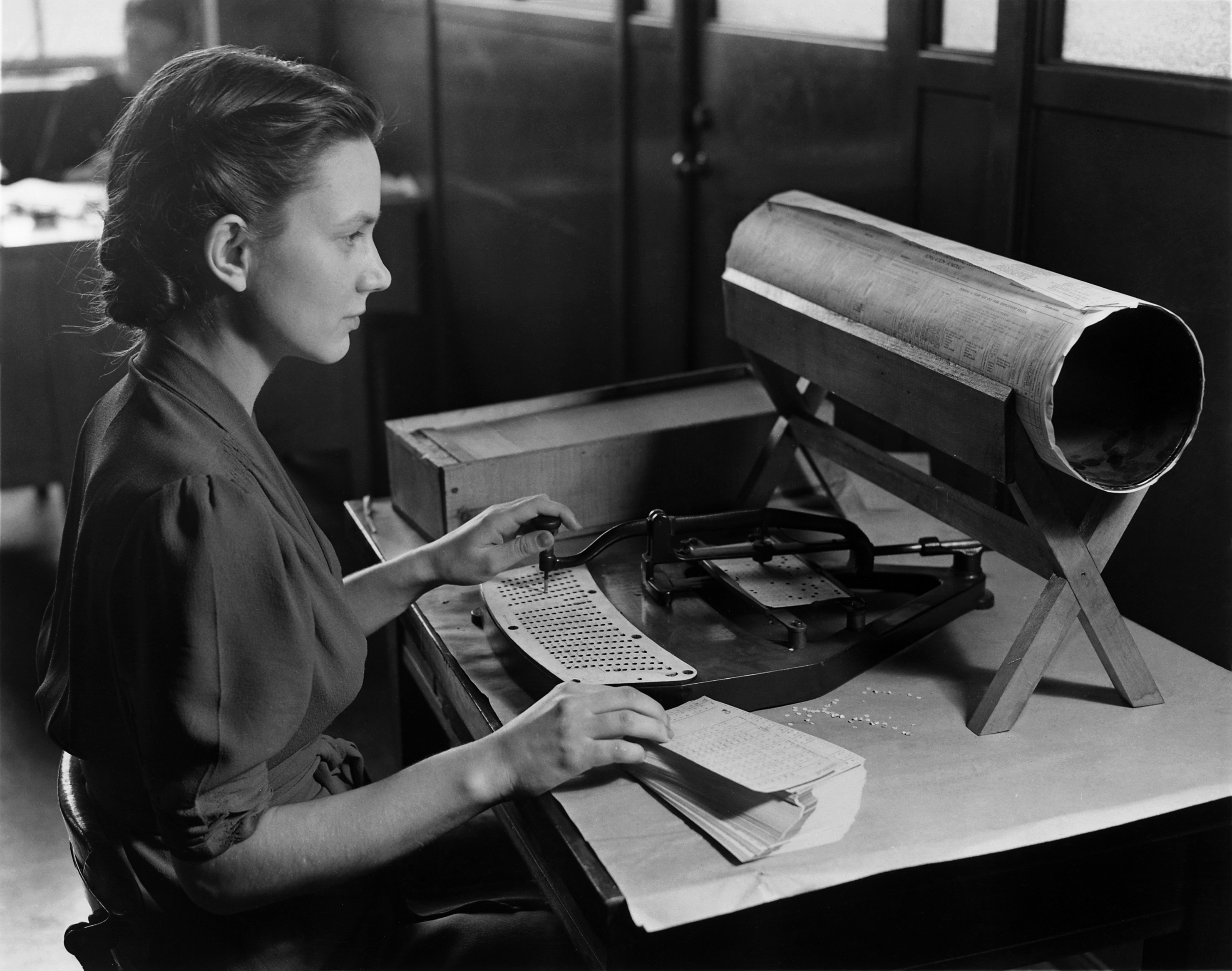
Une femme compile le recensement des États-Unis à l'aide d'un pantographe Hollerith
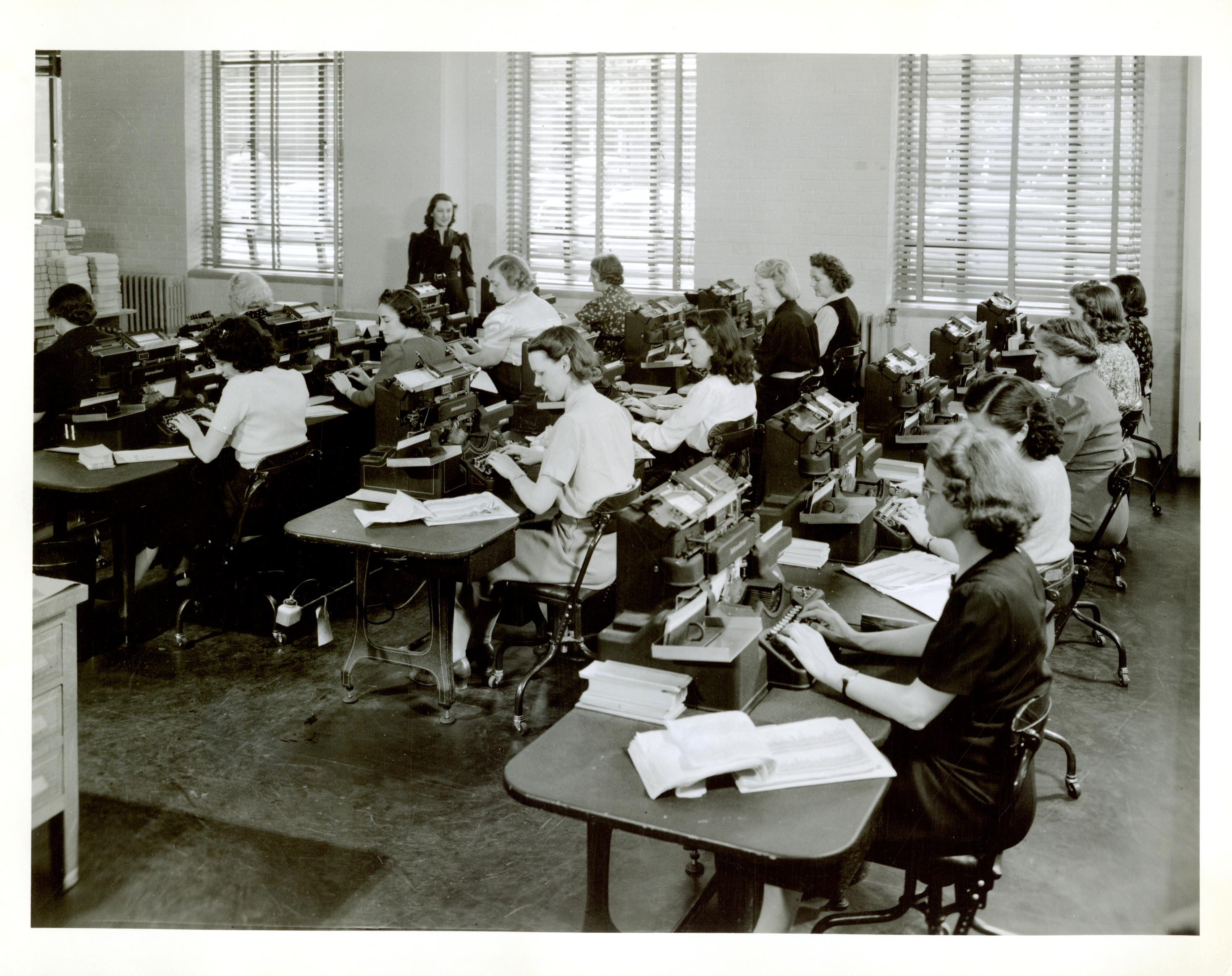
Perforatrices saisissant les données d'un recensement de la population
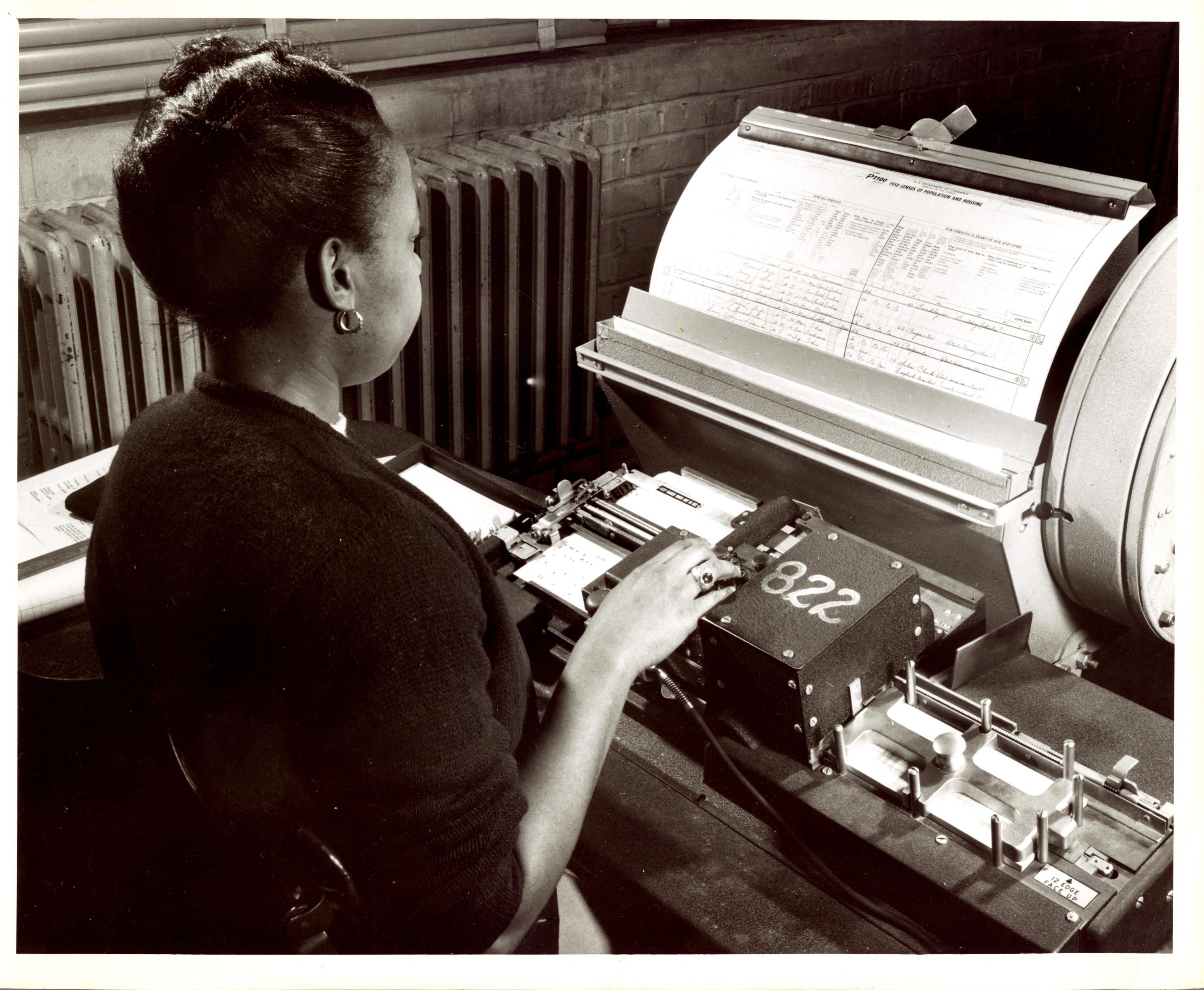
Opératrice sur une perforatrice IBM Type 016 en 1950